# Ekeby gård, Haninge kommun

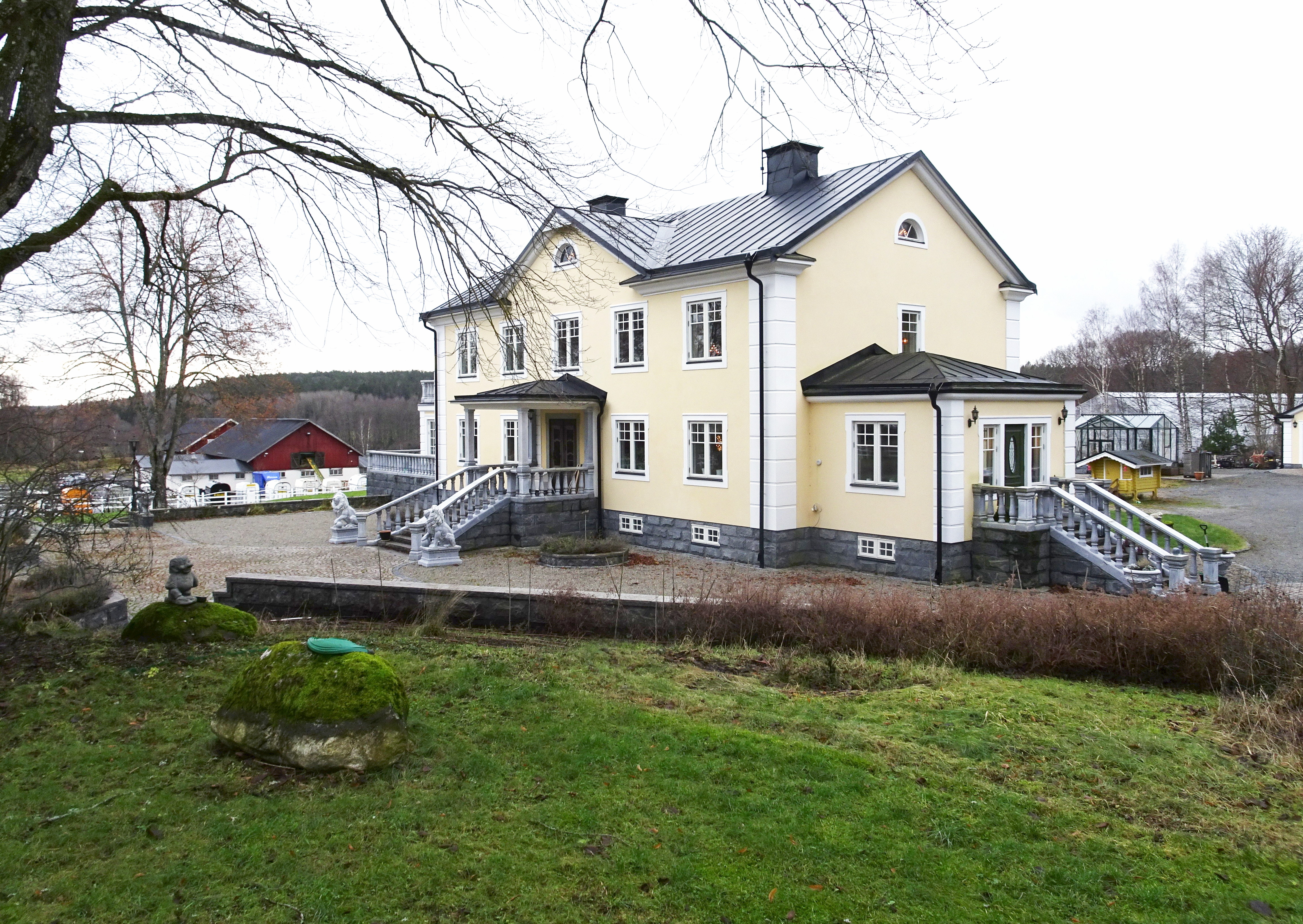
Ekeby säteri huvudbyggnad, 2017.

Ekeby gård är en herrgård och ett tidigare säteri i Västerhaninge socken i Södermanland, Stockholms län.

## Historik

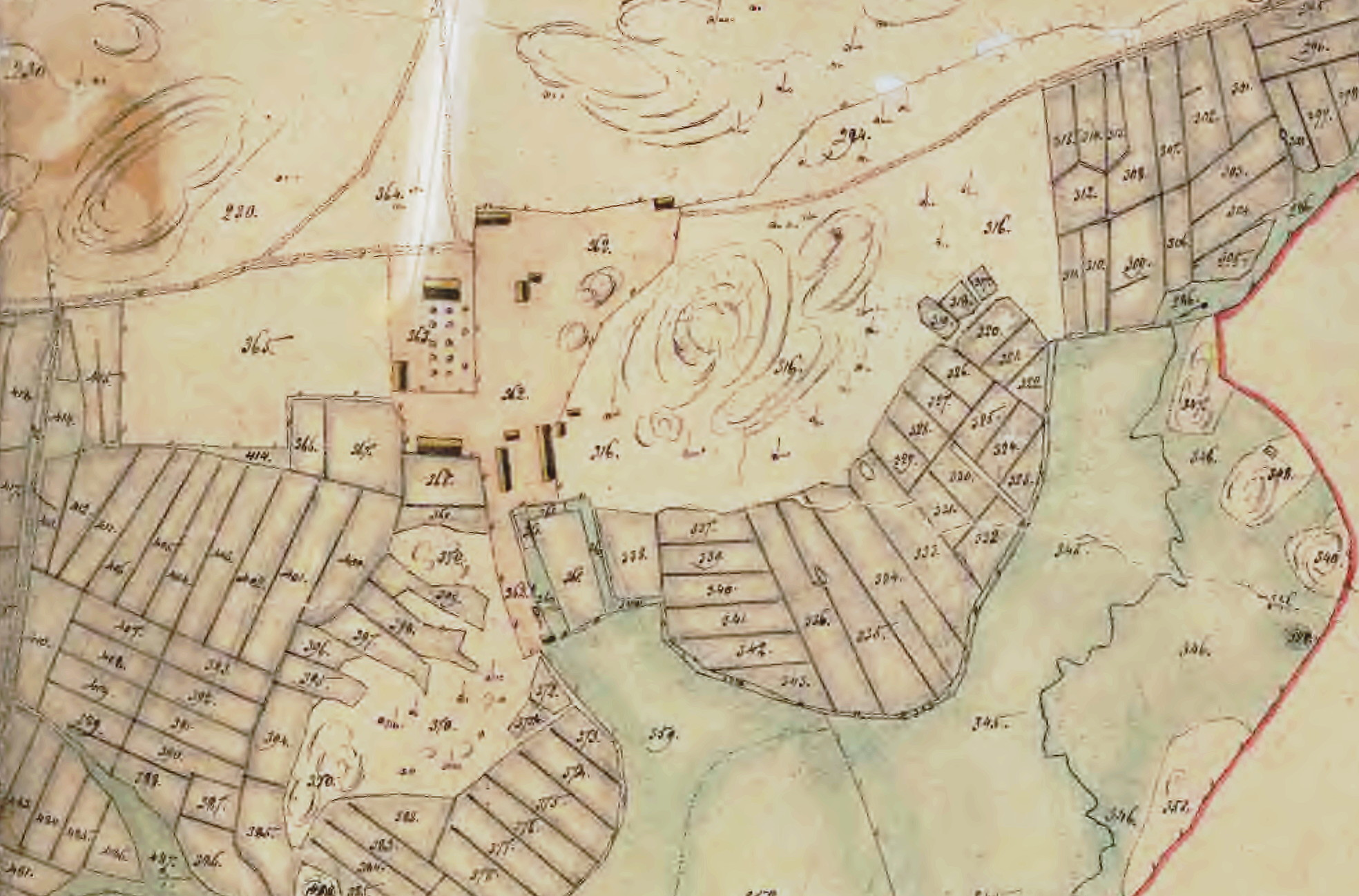
Karta från 1849.

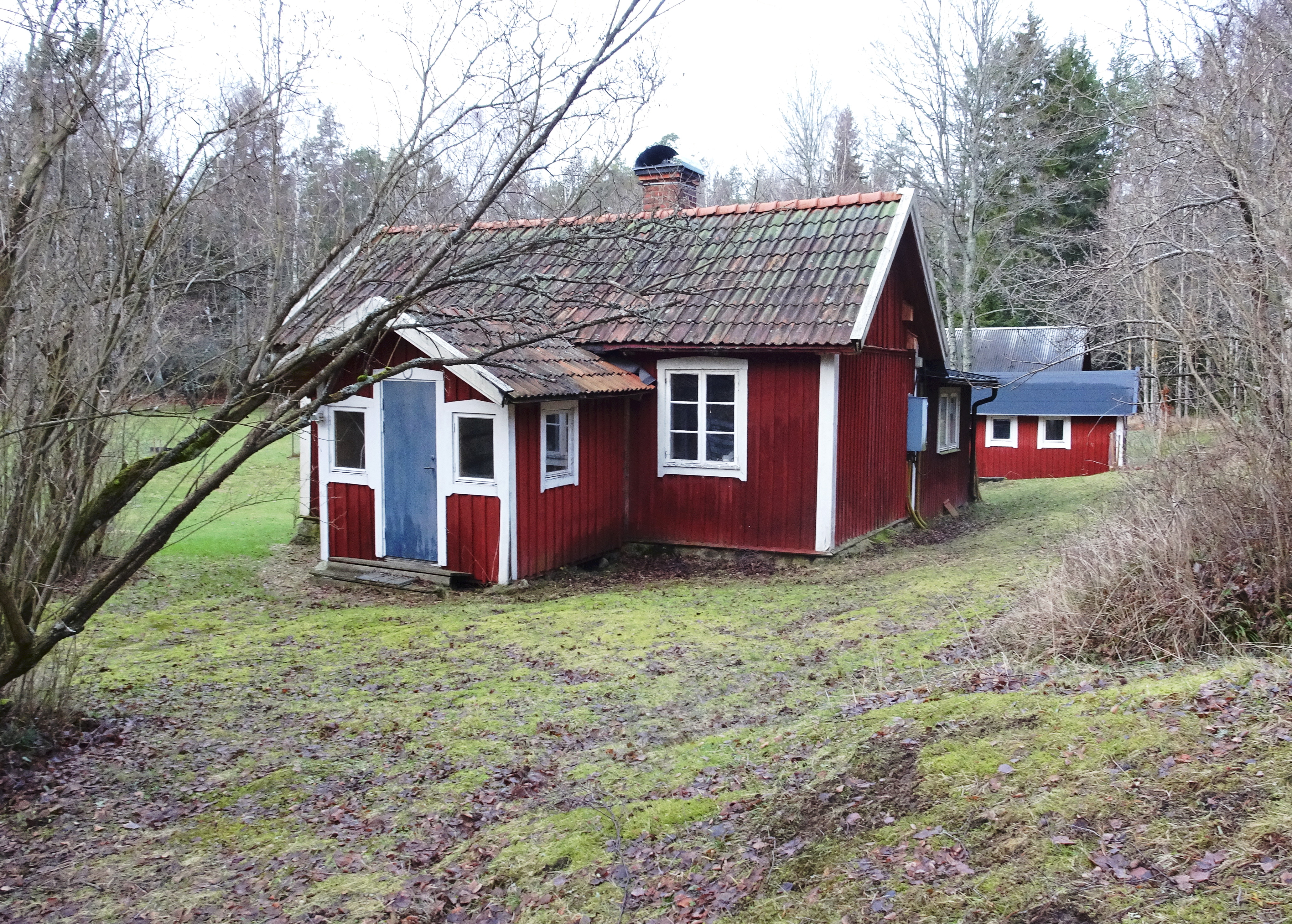
Skogvaktartorpet, under Ekeby.

Ekeby har forntida anor. Efterleden -by är typiskt för vikingatiden. Strax nordost om dagens huvudbebyggelse finns lämningar efter en forntida boplats med utsträckning 300x200 meter och söder om dagens gård återfinns ett större gravfält (RAÄ-nummer Västerhaninge 28:1 och 24:1). Ekeby gamla tomt ligger cirka 400 meter väster om gården (RAÄ-nummer Västerhaninge 384:1).
Ekeby omnämns första gången i skift 1331 och 1409 talas det om en Lasse i Ekeby. På 1600-talet bestod Ekeby av två mantal frälse och ett mantal frälsesäteri. Ekeby tillhörde 1648 Anders Gudmundsson Bohm (1611-1663) adlad 1651 ”Bohm till Ekeby”. Han var bland annat kammarskrivare i räkningskammaren och i kammarkollegiet samt andra avräkningskontor och erhöll Ekeby och några hemman i Närke av drottning Kristina.
Efter honom gick egendomen i raskt takt genom flera händer, bland andra landshövding i Södermanlands län, Gabriel Falkenberg af Sandemar (från 1678) och släkten Wulfwenstierna (mellan 1713 och 1726). Mellan 1731 och 1732 ägdes gården av greve Magnus Julius De la Gardie på Häringe som utarrenderade Ekeby till Ingemar Liljestråle.
Gården förvärvades sedan av baron Otto Johan Löwen som var rustmästare i armén. Efter hans död 1824 tillföll egendomen hans änka, grevinnan Ulrika Löwen, född Cronstedt af Fullerö. Efter hennes död 1841 tillhörde Ekeby åter igen till Häringe, vars ägor gränsade i söder till Ekebys. År 1850 uppges grosshandlaren Christian Tydén som ägare till Ekeby.
På 1880-talet beståd egendomen av Ekeby 3 mtl, Hemforsatorp 1/8 mtl, Vädersjön 1/8 mtl och Ålsta 1 mtl. Till gården hörde en kvarn och två sågar.

## Gården idag
Dagens huvudbyggnad återuppfördes efter branden som utböt i april 1941, av dåvarande godsägare Gunnar Halner, i en stil som liknar 1700-tal. Den står strax väster om den ursprungliga mangården som försvann under 1900-talets första hälft. Det finns även en flygel från 1700-talet bevarad. Tidigare hade man utöver jordbruk även växthusodling, ett stort växthus som idag används som ridhus finns fortfarande kvar väster om gården. 
Idag bedrivs jordbruk, uthyrning av bostäder i gårdens byggnader samt hästverksamhet, bland annat dressyr genom Ekeby Ridsällskap. Man har en egen travbana väster om gården. Ekeby Loge kallas festvåningen som ligger i Ekebys gamla loge. Gården ägs idag (2017) av släkten Engström.